# Tallahassee
Tallahassee is de hoofdstad van Florida, een zuidelijke staat van de VS. Het is niet de grootste stad van Florida, dat is Jacksonville. Ook staat Tallahassee aan het hoofd van de county waarin de stad ligt, Leon County. Het is een regionaal centrum voor handel en agricultuur. Het werd de hoofdstad in 1824.

## Geografie
Tallahassee ligt in de panhandle die Noord-Florida vormt, in Leon County. De Golf van Mexico ligt 32 km zuidwaarts, en in het noorden vindt men op een afstand van 22,5 km de staat Georgia. Tallahassee ligt op 1158 km van Washington D.C. De exacte positie is 30,45 graden NBr en 84,28 graden WL. Het stadsgebied beslaat 163.878 m2 landoppervlakte en 2804 m2 wateroppervlakte (2,59% van de totale oppervlakte).
De dichtstbijzijnde stad met meer dan 200.000 inwoners is Jacksonville, Florida; de dichtstbijzijnde stad met meer dan een miljoen inwoners is Atlanta in Georgia.
Tallahassee ligt op een reeks glooiende heuvels. Dit is vrij uitzonderlijk voor steden in Florida. Ten zuiden van de stad wordt het land vlakker.

### Klimaat
Het klimaat in het gebied is mild en vochtig. Dat in tegenstelling tot het grootste deel van Florida: daar heerst het hele jaar een subtropisch klimaat. Het weer in Tallahassee is gematigd. Volg de externe link onderaan voor een actueel weerbericht.
| Maand                               | jan   | feb   | mrt   | apr  | mei   | jun   | jul   | aug   | sep   | okt  | nov | dec   | Jaar    |
| ----------------------------------- | ----- | ----- | ----- | ---- | ----- | ----- | ----- | ----- | ----- | ---- | --- | ----- | ------- |
| Hoogste maximum (°C)                | 28    | 32    | 33    | 35   | 39    | 40    | 40    | 39    | 39    | 35   | 31  | 29    | 40      |
| Gemiddeld maximum (°C)              | 18    | 19    | 23    | 27   | 31    | 33    | 33    | 33    | 32    | 27   | 23  | 19    | 26,5    |
| Gemiddeld minimum (°C)              | 4     | 6     | 9     | 12   | 17    | 21    | 23    | 23    | 21    | 14   | 9   | 6     | 13,8    |
| Laagste minimum (°C)                | −14   | −17   | −7    | −2   | 1     | 9     | 14    | 14    | 4     | −1   | −11 | −12   | −17     |
|                                     |       |       |       |      |       |       |       |       |       |      |     |       |         |
| Neerslag (mm)                       | 136,8 | 117,6 | 164,3 | 91,2 | 125,7 | 175,8 | 204,2 | 178,6 | 127,3 | 82,6 | 98  | 104,1 | 1.606,2 |
| Bron: NOAA/National Weather Service |       |       |       |      |       |       |       |       |       |      |     |       |         |

## Bevolkingsopbouw
In 2000 telde de stad naar schatting 150.500 inwoners, 63.200 huishoudens en 29.500 gezinnen. Het gemiddeld aantal personen per huishouden bedroeg 2,17. Het gemiddeld aantal personen per gezin bedroeg 2,86. In het jaar 2000 groeide de bevolking met 2790 mensen. Er bevonden zich in de stad zo'n 68.420 woningen met een gemiddelde dichtheid van 607,6/km². 52,8% van de bewoners was vrouw, 47,2% man. De gemiddelde leeftijd van de inwoners was 26,3 jaar. 5,5% van de bevolking was in het buitenland geboren (1,9% in Azië, 1,8% in Latijns-Amerika en 1,1% in Europa).
De huishoudens van Tallahassee:
- 21,8% kinderen (onder de 18) aanwezig
- 30,1% getrouwde samenwonende stellen
- 13,2% alleenstaande huisvrouwen
- 53,4% niet in familieverband
- 34,7% alleenstaanden
- 6,0% alleenstaande 65-plussers

Leeftijd van de inwoners:
- <18 17,4%
- 18-24 29,7%
- 25-44 27,9%
- 45-64 16,8%
- 65> 8,2%

Burgerlijke staat van de bevolking boven de 15 jaar:
- 49,2% ongetrouwd
- 35,5% getrouwd
- 9,3% gescheiden (officieel)
- 1,7% gescheiden (niet officieel)
- 4,3% weduwe/weduwnaar

Rassenvertegenwoordiging:
- 57,8% blank
- 34,2% zwart
- 4,2% hispanic
- 0,7% Chinees
- 0,7% Indisch
- 0,7% Indiaans
- 2,7% overig

Voorouders van de bevolking:
- 9,4% Duits
- 9,2% Engels
- 8,9% Iers
- 5,3% Amerikaans
- 3,3% Italiaans
- 2,3% Schots

Inwonersaantallen:
- 1930: 10.700
- 1940: 16.240
- 1950: 27.237
- 1960: 38.174
- 1970: 72.624
- 1980: 81.548
- 1990: 124.773
- 2000: 148.400
- 2010: 170.900 (schatting)
- 2020: 191.500 (schatting)

Financieel
Het mediane inkomen van een huishouden is $ 30.571 en het mediane inkomen van een familie $ 29.359. Mannen hebben een mediaan inkomen van $ 32.428 tegenover $ 27.838 voor vrouwen. Het inkomen per hoofd van de bevolking is $ 18.981.
24,7% van de bevolking en 12,6% van de families leven onder de armoedegrens. Van het totaal van de mensen die in armoede leven, is 21,6% onder de 18 jaar en 8,4% 65 jaar of ouder.
Onderwijs en arbeid
De grootste werkgevers zijn de kantoren van de regering, gevolgd door dienstverlening en detailhandel. De grootste universiteiten en colleges trekken jaarlijks veel nieuwe studenten. Recentelijk zijn in de stad zogenaamde supercomputers gevestigd, evenals het National High Magnetic Field Laboratory. De gemiddelde inwoner van Tallahassee doet er 18,7 minuten over om naar het werk te gaan. 11,1% van de bevolking is werkloos.
Hoogst genoten opleidingsniveau van de bevolking boven de 25 jaar:
- Voortgezet onderwijs of hoger (89,9%)
- Doctorandus of hogere graad (45%)
- Doctor of hogere graad (19,8%)

Sectoren die voor werkgelegenheid zorgen:
- Onderwijs, gezondheid en sociale dienstverlening (25,4%)
- Openbaar bestuur (17,9%)
- Detailhandel (12,2%)
- Kunst, entertainment, recreatie en consumptie (11,0%)
- Professioneel, wetenschappelijk, administratief en management (10,8%)

## Geschiedenis

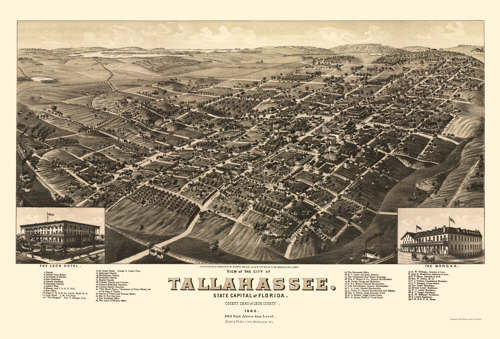
Overzichtskaart van Tallahassee in 1885

Tallahassee is een woord uit de oude taal van de Apalachee-indianen. Het betekent letterlijk 'oude stad' of 'verlaten velden'. Het volk werd uiteindelijk verdreven door de Spanjaarden; vandaar de betiteling.
De hoofdsteden van staten zijn traditioneel vaak kleine steden, die speciaal zijn aangewezen om deze taak op zich te nemen. Tallahassee zelf diende als compromis tussen de steden St. Augustine en Pensacola, maar moest zich nog jaren inspannen om die titel ook daadwerkelijk te behouden. Na de eeuwwisseling werden voor dat doel vele hotels en jachthuizen gebouwd, en de stad werd opgesierd met honderden bomen. In de jaren ’60 organiseerde Tallahassee zelfs een jaarlijks lokaal feest, Springtime Tallahassee, om mensen te blijven trekken. Met de bouw van het nieuwe Capital Complex in 1978 week de dreiging enigszins.
Tallahassee verwierf al snel na stichting een slechte reputatie. Iedereen liep er rond met messen en vuurwapens, en er vielen elke dag doden door duels. Tallahassee Police Departement was dan ook snel opgericht. De grond rondom Tallahassee is erg vruchtbaar, en het gebied maakte ten tijde van de slavenarbeid een periode van agriculturele bloei door.
Tijdens de Amerikaanse Burgeroorlog was Tallahassee de enige hoofdstad van de Confederatie die niet boog voor de troepen van de Unie. Bij een kleine slag (nabij Natural Bridge, ten zuiden van Tallahassee, bij St Marks raakte een kleine groep, bestaande uit oude mannen en studenten, in gevecht met de troepen van de Unie, en wist de overwinning te behalen.
Na de Burgeroorlog werden vele van de grote plantages veranderd in jachthuizen voor de rijken uit het noorden, die overwinterden in de zuidelijke staten. Het werkloosheidspercentage lag hoog, en met de boeren ging het financieel slecht. Maar de bevolking groeide nog steeds; in 1950 bereikte de populatie een aantal van 27 237 mensen, en boeren waren niet langer meer in de meerderheid op het platteland.
- 6e-17e eeuw: De Apalachee indianen leven in het gebied.
- 1539: Hernando de Soto verblijft zijn eerste jaar in de Nieuwe Wereld, op de locatie van de huidige stad.
- 1822: Florida wordt een officieel territorium van de VS. Twee steden, Augustine en Pensacola, streden om het recht zichzelf de hoofdstad te noemen. Toen geen van beiden van wijken wilden weten, werd een locatie tussen de twee steden in gekozen als hoofdstad.
- 1824: Tallahasee wordt gesticht.
- 1860: Er leven rond dit jaartal meer dan 9000 slaven in Tallahassee.
- 1919: De burgemeester van de stad wordt voortaan indirect gekozen; dus zonder verkiezingen.
- 1978: Het nieuwe Capital Complex wordt gebouwd.
- 1997: De bewoners van Tallahassee kiezen voor het eerst sinds 1919 weer hun burgemeester.
- 2000: De stad neemt een prominente plaats in bij de presidentsverkiezingen als de hoofdstad van Florida, wiens stemmen werden betwist.

In het moderne Tallahassee zijn traditie en familieleven erg belangrijk. Met meer dan 150 000 inwoners is Tallahassee niet langer het verlaten veld dat het eens was.

## Toeristische attracties

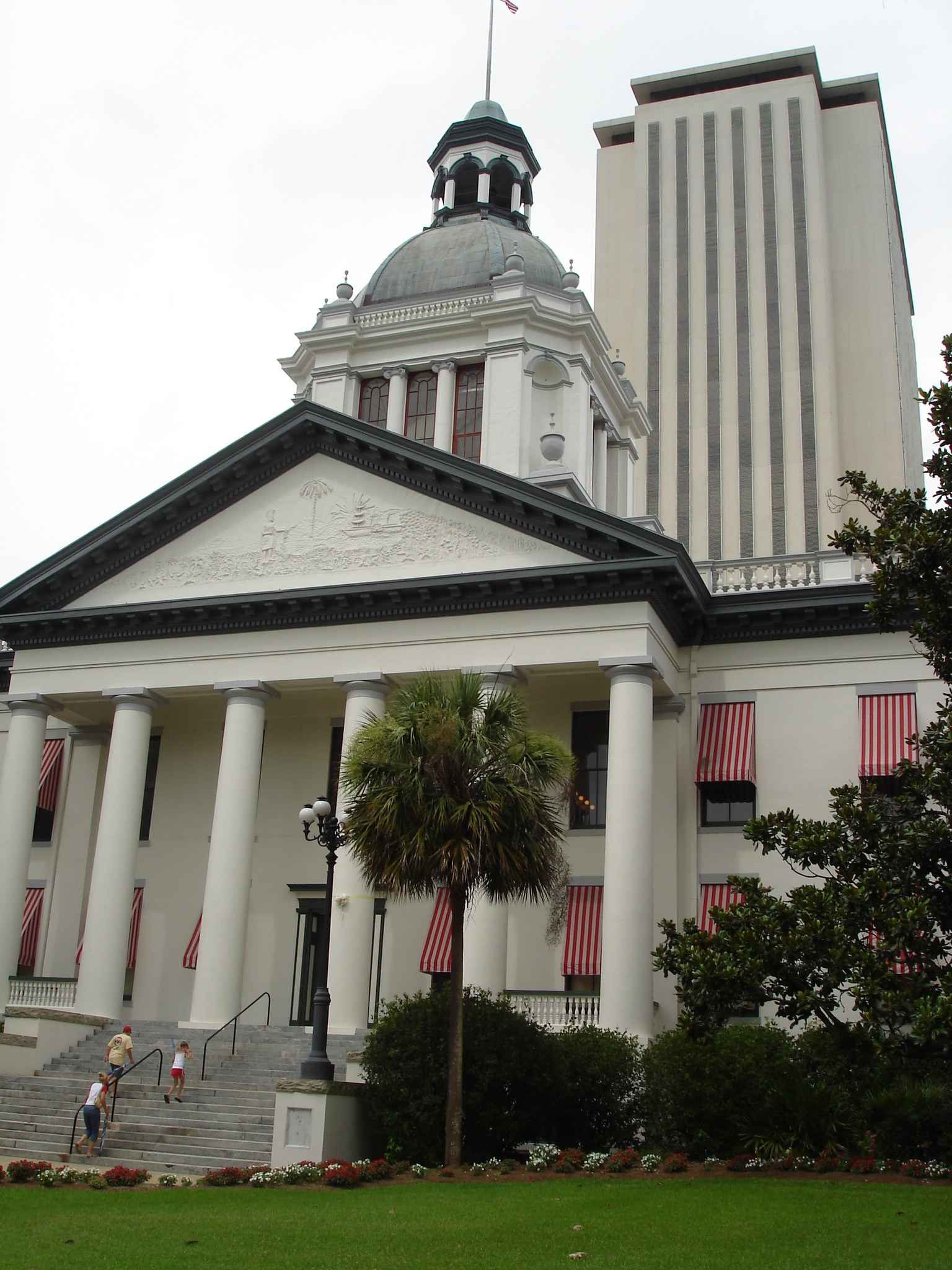
Het Capitool van de staat Florida in Tallahassee

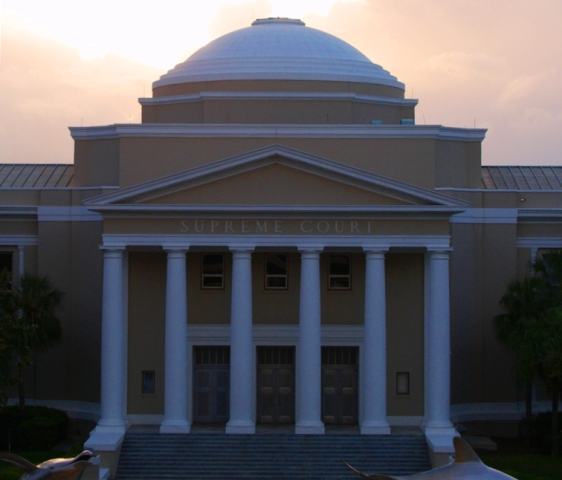
Florida Supreme Court gebouw

- Florida State Capitol
- Museum of Art
- Museum of Florida History
- Odyssey Science Center
- Old Capitol
- San Luis Archaeological Site
- Tallahassee Antique Car Museum

## Voorzieningen
Medische voorzieningen:
- Eastside Psychiatric Hospital
- Healthsouth Rehab Hosp of Tallahassee
- Tallahassee Community Hospital
- Tallahassee Memorial Healthcare

Nabijgelegen vliegvelden (met afstanden tot centrum):
- Tallahassee Regional (13 km), gecertificeerd voor vrachtvervoer
- Valdosta RGNL (120 km), gecertificeerd voor vrachtvervoer
- Southwest Georgia Regional (120 km), gecertificeerd voor vrachtvervoer
- Tallahassee Commercial (15 km)
- Quincy Muni (35 km)
- Cairo-Grady County (50 km)

## Colleges en universiteiten
- Florida State University
- Florida Agriculture and Mechanical University (Florida A&M University)
- Tallahassee State College
- Lively Technical Center
- Keiser University

## Tallahassee vergeleken
De stad in vergelijking met de gemiddelde statistieken van Florida:
- Werkloosheidspercentage boven staatsgemiddelde
- Percentage zwarte bevolking ver boven staatsgemiddelde
- Percentage hispanic bevolking onder staatsgemiddelde
- Gemiddelde leeftijd inwoners onder staatsgemiddelde
- Gemiddelde tijd dat mensen blijven wonen, onder staatsgemiddelde
- Percentage huurwoningen boven staatsgemiddelde
- Aantal studenten ver boven staatsgemiddelde
- Percentage van bevolking met hoge opleiding boven staatsgemiddelde

## Plaatsen in de nabije omgeving
De onderstaande figuur toont nabijgelegen plaatsen in een straal van 40 km rond Tallahassee.

## Bekende inwoners van Tallahassee

### Geboren
- Robert Lee Dickey (1939-2011), R&B-zanger
- Samuel Durrance (1943-2023), astronaut
- Shea Whigham (1969), acteur
- T-Pain (1985), (hiphop- en R&B-)zanger en producer
- Piper Curda (1997), actrice